# EC 1.97
La EC 1.97 è una sottoclasse della classificazione EC relativa agli enzimi. Si tratta di una sottoclasse delle ossidoreduttasi che include enzimi che non sono stati classificati in altre sottoclassi della EC 1.

## Sotto-sottoclasse
Esiste una sotto-sottoclasse unica:
- EC 1.97.1.